# 해피 홀리데이
《해피 홀리데이》(영어: What We Did on Our Holiday)는 2014년 공개된 영국의 코미디 영화이다.

## 출연

### 주연
- 로자먼드 파이크
- 데이비드 테넌트
- 빌리 코놀리

### 조연
- 셀리아 아임리
- 벤 밀러
- 에밀리아 존스
- 아멜리아 불모어
- 아네트 크로스비
- 알렉시아 바리어

## 기타
- 공동제작: 수잔 레이드
- 공동제작: 에드 루빈
- 조감독: 패트릭 콘로이
- 미술: 펫 캠벨
- 세트: 일레인 맥레나첸
- 분장: 리 멜로즈
- 의상: 로나 러셀
- 배역: 브리오니 버넷
- 배역: 질 트리블릭
- 프로덕션매니저: 마이클 베를라이너